# バード・ブロウズ・オン・ビーコン・ヒル
『バード・ブロウズ・オン・ビーコン・ヒル』（Byrd Blows on Beacon Hill）は、アメリカ合衆国のジャズ・トランペット奏者、ドナルド・バードが1956年に録音・1957年に発表したスタジオ・アルバム。

## 解説
バードのリーダー・アルバムとしては唯一、ワン・ホーン・カルテット編成で録音された。バードは1955年12月、アルバム『バーズ・アイ・ヴュー』録音のためにマサチューセッツ州を訪れた際、レイ・サンティシおよびジム・ジターノと初共演を果たし、両名はバードの推薦により、本作でサイドマンとして迎えられた。
Thom Jurekはオールミュージックにおいて5点満点中3点を付け「彼は短いフレーズでも自身のソロでも、大げさな演奏はしていない。リズム・セクションも同様に、必ずしも単純でないとはいえ、控え目である」「バードの音色は、後年の録音ほどの鋭さはないが、彼のソロイストとしての個性である魂の宿った音色は、本作にも染みわたっている」と評している。

## 収録曲
1. リトル・ロック・ゲッタウェイ - "Little Rock Getaway" (Joe Sullivan) - 7:07
2. ポルカ・ドッツ・アンド・ムーンビームス - "Polka Dots and Moonbeams" (Johnny Burke, Jimmy Van Heusen) - 7:24
3. ピープル・ウィル・セイ・ウィア・イン・ラヴ - "People Will Say We're in Love" (Oscar Hammerstein II, Richard Rodgers) - 3:42
4. イフ・アイ・ラヴ・アゲイン - "If I Love Again" (Jack Murray, Ben Oakland) - 4:43
5. ホワッツ・ニュー - "What's New" (J. Burke, Bob Haggart) - 5:05
6. 星影のステラ - "Stella by Starlight" (Ned Washington, Victor Young) - 3:43

## 参加ミュージシャン
- ドナルド・バード - トランペット
- レイ・サンティシ（英語版） - ピアノ
- ダグ・ワトキンス（英語版） - ベース
- ジム・ジターノ - ドラムス